# Zethera mixta
Zethera mixta är en fjärilsart som beskrevs av Hans Fruhstorfer 1899. Zethera mixta ingår i släktet Zethera och familjen praktfjärilar. Inga underarter finns listade i Catalogue of Life.